# Identity (album de Zee)
Pour les articles homonymes, voir Identity.
Albums par Richard Wright
Wet Dream
(1978) Broken China
(1996)
Identity est le seul album du groupe Zee, formé de Richard Wright (ex-Pink Floyd) et Dave Harris (anciennement du groupe néo-romantique Fashion). Il est sorti en 1984. il sera réédité quelque part en 2018. Richard Wright a mentionné, plus tard, que cet album n'était qu'un expérimentation électronique qui n'aurait jamais dû être publié.

## Titres
Les musiques sont de Rick Wright et Dave Harris, les paroles de Dave Harris. Les trémas sont donnés tels qu'ils apparaissent sur la pochette de l'album original.
1. Cönfüsiön – 4:17
2. Vöices – 6:21
3. Priväte Persön – 3:36
4. Stränge Rhythm – 6:36
5. Cüts Like Ä Diämönd – 5:36
6. By Töüching – 5:39
7. Höw Dö Yöü Dö It – 4:45
8. Seems We Were Dreäming – 4:57
9. Eyës Of A Gÿpsy (bonus de la réédition en cassette audio) – 4:13

## Singles non inclus sur l'album
- Confusion (Single Mix) – 3:36
- Confusion" (12" Mix) – 6:21
- Eyes of a Gypsy" (From the "Confusion" 12" UK single) – 4:11

## Musiciens
- Dave Harris : guitare, claviers, synthétiseur Fairlight CMI, percussions, chant
- Richard Wright : claviers, synthétiseur Fairlight CMI, percussions électroniques, chœurs